# Lème
Lème é uma comuna francesa da região administrativa da Nova Aquitânia, no departamento dos Pirenéus Atlânticos. Estende-se por uma área de 6,7 km². Em 2010 a comuna tinha 170 habitantes (densidade: 25,4 hab./km²).